# Guerrero (película)
Guerrero es una película peruana de 2016, dirigida por Fernando Villarán, que narra la historia del futbolista Paolo Guerrero y protagonizada por el actor infantil Rony Shapiama, ganador del programa concurso Buscando a Guerrero de América Televisión.

## Sinopsis
La película es un biopic que se centra en la figura del futbolista peruano Paolo Guerrero, desde su humilde infancia cuando practicaba fútbol en su barrio hasta su éxito internacional y su fama como el máximo goleador de la selección peruana en 2016. Rony Shapiama, un actor de 10 años, encarna a Guerrero de niño, mientras que el propio Paolo se interpreta a sí mismo de adulto. Posteriormente, para el final de la película, el reconocido actor Luis Zevallos interpreta una versión más madura del jugador peruano.

## Reparto
La película cuenta con las actuaciones de:
- Rony Shapiama como Paolo Guerrero de niño.
- Paolo Guerrero como él mismo.
- Magdyel Ugaz como Peta Gonzales, madre de Guerrero.
- Paul Vega como José Guerrero, padre de Paolo.
- Lucho Cáceres como Entrenador de la Alianza Lima
- Javier Valdés como director del colegio
- Rosa Guzmán, como la abuela de Guerrero.
- Ramón García como el tio de Paolo Guerrero
- Samuel Sunderland, como Augusto.
- Maríagracia Mora